# Federação Portuguesa de Rugby
A Federação Portuguesa de Rugby (FPR) MHM • MHIP é a entidade máxima do râguebi em Portugal. Foi fundada a 23 de setembro de 1957.
A entidade tem a responsabilidade de organizar as competições de abrangência nacional como: o Campeonato Nacional de Rugby Divisão de Honra , o Campeonato Nacional da 1ª Divisão de Rugby, o Campeonato Nacional da 2ª Divisão de Rugby, e a Taça de Portugal e também promovendo a formação da Seleção Portuguesa de Râguebi Masculino.

## História
As origens do rugby português têm mais de um século, mas foi somente na década de 1920 e 1950 que os períodos de consolidação ocorreram. Anteriormente, o rugby em Portugal era comandado pela Associação de Rugby de Lisboa (ARL) criada em 1926. A 23 de setembro de 1957, foi criada a Federação Portuguesa de Rugby (FPR). Em julho de 1958, o Corpo Social da ARL tomou posse da FPR. Nesta mesma época foi criado o Campeonato Nacional de Rugby.
A 19 de abril de 2005, foi agraciada com o grau de Membro-Honorário da Ordem do Mérito. A 12 de Outubro de 2023, foi agraciada com o grau de Membro-Honorário da Ordem da Instrução Pública.

## Presidentes
| Presidente                            | Período       |
| ------------------------------------- | ------------- |
| João Pedro Pinto de Sousa             | 2009–2010     |
| Carlos Alberto Amado Pereira da Silva | 2010–2015     |
| Luis Cassiano Neves                   | 2015–2019     |
| Carlos Amado da Silva                 | 2019–presente |

## Associações Regionais
- Associação de Rugby do Norte
- Associação de Rugby do Sul
- Comité Regional de Rugby do Centro
- Associação de Desportos da Madeira